# Michael Reihs
Michael Reihs (* 25. April 1979 in Silkeborg) ist ein ehemaliger dänischer Straßenradrennfahrer.

## Sportlicher Werdegang
Michael Reihs begann seine Karriere 2001 bei dem Schweizer Radsportteam Phonak Hearing Systems. Im Jahr 2003 wechselte er zum Team Fakta. Von 2005 bis 2010 fuhr er für das dänische Continental Team Designa Køkken. In der Saison 2009 gewann er auf nationaler Ebene eine Etappe und die Gesamtwertung bei den Tønsberg 4-dagers. Im Jahr darauf entschied er die sechste Etappe der Tropicale Amissa Bongo für sich und erzielte damit seinen ersten Erfolg bei einem UCI-Rennen.
2011 wurde Reihs Mitglied beim Team Christina Watches-Onfone, mit dem er das Himmerland Rundt 2011 gewann. Von 2013 bis 2017 fuhr Reihs für verschiedene dänische Continental Teams sowie in der Saison 2016 für das deutsche Professional Continental Team Stölting Service Group. Weitere Siege oder vordere Platzierungen gelangen ihm nach dem Sieg beim Himmerland Rundt nicht mehr.
Nach der Saison 2017 beendete Reihs im Alter von 38 Jahren seine Karriere als Radrennfahrer.

## Erfolge
2010
- eine Etappe La Tropicale Amissa Bongo

2011
- Himmerland Rundt